# U 194
U 194 war ein U-Boot vom Typ IX C/40 der ehemaligen deutschen Kriegsmarine, welches im U-Boot-Krieg des Zweiten Weltkrieges eingesetzt wurde.

## Geschichte
Der Bauauftrag für U 194, U 189, U 190, U 191, U 192, U 193, U 195, U 196, U 197, U 198, U 199 und U 200 wurde am 4. November 1940 von der Kriegsmarine an die Bremer AG Weser vergeben. Der Kiel von „Neubau 1040“ wurde am 17. Januar 1942 auf den Hellingen der AG Weser gestreckt und das fertige Boot am 23. September desselben Jahres vom Stapel gelassen. Die Indienststellung des U-Bootes übernahm Kapitänleutnant Hermann Hesse, zuvor Kommandant des Typ-VII-C-Bootes U 133. Im Gegensatz zu allen anderen Typ-IX-C/40-Booten, welche normalerweise mit 36 MAK-740-W-Batterien ausgestattet waren, erhielt U 194 Batterien vom Typ 50 MAL 760 E. Als Maling führte das Boot das Stadtwappen von Hannover, der Patenstadt des Bootes. Zur Ausbildung und Schulung der Besatzung im Umgang mit dem Boot unterstellte das OKM U 194 nach der Indienststellung der in Stettin stationierten 4. Unterseebootsflottille. Später kam das Boot zur 10. Unterseebootsflottille in Lorient zum aktiven Frontdienst.

## Untergang
Am 24. Juni 1943 sichtete die Catalina G der US Navy Squadron VP-84 das aufgetaucht fahrende U 194 und leitete sofort den Angriff ein. Das Boot ortete das Flugzeug mit dem Radar-Gerät und die Besatzung versuchte das Flugboot mit der Flak abzuschießen, doch dies gelang nicht. Trotz des schweren Flakfeuers wurde das Boot durch mehrere Wasserbomben und durch einen abgeworfenen Fido-Torpedo, einen akustisch gesteuerten Zielsuchtorpedo, getroffen und zerstört. Die gesamte Besatzung von 54 Mann verlor bei der Versenkung ihr Leben. Dass U 194 von der Liberator H der britischen 120. Squadron versenkt wurde, ist nach heutigen Untersuchungen inkorrekt. Dieser Bomber griff an diesem Tag das Schwesterboot U 200 unter dem Kommando von Korvettenkapitän Heinrich Schonder an und versenkten es. Das Wrack von U 194 liegt heute noch im ehemaligen Marineplanquadrat AL 1511 auf der Position 59°,00' N - 26°,18' W.